# کامبورن
latitudeکامبورنlongitudeکامبورن
کامبورن (به انگلیسی: Camborne) یک منطقهٔ مسکونی در انگلستان است که در جنوب غربی انگلستان واقع شده‌است.

## خصوصیات
کامبورن ۲۰٬۸۴۵ نفر جمعیت دارد.